# Antimuon
En physique des particules, l'antimuon est l'antiparticule associée au muon.
L'antimuon possède une charge électrique de +1, un spin de 1/2 et la même masse que le muon.